# Fourth Dimension (альбом)
Fourth Dimension — четвёртый студийный альбом финской пауэр-метал-группы Stratovarius, вышедший в 1995 году.
Fourth Dimension стал первым альбомом с участием нового вокалиста Тимо Котипелто и последним альбомом с участием барабанщика и одного из основателей группы Туомо Лассилы и клавишника Антти Иконена. Название песни «030366» — отсылка к дате рождения Тимо Толкки: 3 марта 1966 года.

## Список композиций
Вся музыка написана Тимо Толкки.
| №                   | Название                 | Текст песни         | Длительность |
| ------------------- | ------------------------ | ------------------- | ------------ |
| 1.                  | «Against the Wind»       | Толкки, Котипелто   | 3:48         |
| 2.                  | «Distant Skies»          | Толкки              | 4:10         |
| 3.                  | «Galaxies»               | Толкки, Котипелто   | 5:00         |
| 4.                  | «Winter»                 | Толкки              | 6:32         |
| 5.                  | «Stratovarius»           | (инструментальная)  | 6:22         |
| 6.                  | «Lord of the Wasteland»  | Толкки              | 6:11         |
| 7.                  | «030366»                 | Толкки              | 5:46         |
| 8.                  | «Nightfall»              | Толкки, Котипелто   | 5:09         |
| 9.                  | «We Hold the Key»        | Толкки, Котипелто   | 7:53         |
| 10.                 | «Twilight Symphony»      | Толкки              | 6:59         |
| 11.                 | «Call of the Wilderness» | (инструментальная)  | 1:30         |
| Общая длительность: | Общая длительность:      | Общая длительность: | 59:20        |

| №   | Название            | Текст песни | Длительность |
| --- | ------------------- | ----------- | ------------ |
| 12. | «Dreamspace» (live) | Толкки      | 6:16         |

## Участники записи
- Тимо Котипелто — вокал
- Тимо Толкки — гитара
- Яри Кайнулайнен — бас-гитара
- Антти Иконен — клавишные
- Туомо Лассила — барабаны, перкуссия